# Остермитинг
Остермитинг (нем. Ostermiething) — ярмарочная коммуна (нем. Marktgemeinde) в Австрии, в федеральной земле Верхняя Австрия.
Входит в состав округа Браунау-ам-Инн.  Население составляет 3048 человек (на 31 декабря 2005 года). Занимает площадь 21,71 км². 

## Политическая ситуация
Бургомистр коммуны — Герхард Хольцнер (АНП) по результатам выборов 2003 года.
Совет представителей коммуны (нем. Gemeinderat) состоит из 25 мест.
- АНП занимает 17 мест.
- СДПА занимает 7 мест.
- АПС занимает 1 место.